# A Liverpool FC 1898–1899-es szezonja
A Liverpool FC az 1898-99-es angol labdarúgó bajnokság küzdelmeit is az élvonalban kezdte meg, és végül eddigi legjobb eredményét elérve, második helyen zárta azt. A legnagyobb különbségű győzelmet a szezon során a The Wednesday 4-0-s legyőzése jelentette, míg a legsúlyosabb vereséget az Aston Villa FC otthonában szenvedték el a Vörösök, 5-0-ra kaptak ki. Az átlagnézőszám a bajnokságban 15176 fő volt, az FA Kupát is beleszámolva pedig 15634 fő. Az angol kupában az elődöntőig jutott a csapat, ott csak kétszeri ismétlés után hajtott fejet a Sheffield United FC előtt. A bajnokságban 49 gólt lőttek, ez 1,44-es meccsenkénti gólátlagot jelent.

## Igazolások
Érkezők:
| Dátum          | Név               | nemzetiség | Honnan        | Ár         |
| -------------- | ----------------- | ---------- | ------------- | ---------- |
| 1898           | General Stevenson | angol      | Padiham FC    | ismeretlen |
| 1898. május 6. | Alex Raisbeck     | skót       | Stoke City FC | 350 font   |
| 1899. március  | Bill Perkins      | angol      | Luton Town FC | ismeretlen |

Távozók:
| Dátum         | Név               | nemzetiség | Hova                 | Ár         |
| ------------- | ----------------- | ---------- | -------------------- | ---------- |
| 1898          | Patrick Finnerhan | angol      | Bristol City FC      | ismeretlen |
| 1898          | Joe McQue         | skót       | Third Lanark         | ismeretlen |
| 1898          | John McCartney    | skót       | New Brighton Tower   | ismeretlen |
| 1898          | Daniel Cunliffe   | angol      | New Brighton Tower   | ismeretlen |
| 1898          | James Holmes      | angol      | Burton Swifts        | ismeretlen |
| 1898          | Joe Lumsden       | angol      | Glossop FC           | ismeretlen |
| 1898          | Robert Colvin     | skót       | Glossop FC           | ismeretlen |
| 1898. május   | Abraham Hartley   | skót       | Southampton FC       | ismeretlen |
| 1898. május   | Thomas Bradshaw   | angol      | Tottenham Hotspur FC | ismeretlen |
| 1898. június  | Willie Donnelly   | skót       | Celtic FC            | ismeretlen |
| 1898. október | Bernard Battles   | skót       | Celtic FC            | ismeretlen |
| 1898. október | Frank Becton      | angol      | Swindon Town FC      | ismeretlen |
| 1899          | Bobby Marshall    | skót       | Portsmouth FC        | ismeretlen |
| 1899          | Tom Wilkie        | skót       | Portsmouth FC        | ismeretlen |

## Division 1

### Mérkőzések
| 1898. szeptember 3. |

| Liverpool FC                                             | 4-0 | The Wednesday |
| -------------------------------------------------------- | --- | ------------- |
| Hugh Morgan 10' John Walker Tom Robertson William Goldie |     |               |

| Anfield Stadion, Liverpool (Anglia) Nézőszám: 18000 |

Felállás: 1  	 Harry Storer
2 	 Archie Goldie
3 	 Billy Dunlop
4 	 Raby Howell
5 	 Alex Raisbeck
6 	 William Goldie
7 	 Jack Cox
8 	 John Walker
9 	 George Allan
10 	 Hugh Morgan
11 	 Tom Robertson
| 1898. szeptember 10. |

| Sunderland AFC | 1-0 | Liverpool FC |
| -------------- | --- | ------------ |
| ?              |     |              |

| Roker Park, Sunderland (Anglia) Nézőszám: 30000 |

Felállás: 1  	 Harry Storer
2 	 Archie Goldie
3 	 Billy Dunlop
4 	 Raby Howell
5 	 Alex Raisbeck
6 	 William Goldie
7 	 Jack Cox
8 	 John Walker
9 	 George Allan
10 	 Hugh Morgan
11 	 Tom Robertson
| 1897. szeptember 17. |

| Liverpool FC | 1-0   | Wolverhampton Wanderers FC |
| ------------ | ----- | -------------------------- |
| Jack Cox 30' | (1-0) |                            |

| Anfield Stadion, Liverpool (Anglia) Nézőszám: 15000 |

Felállás: 1  	 Harry Storer
2 	 Archie Goldie
3 	 Billy Dunlop
4 	 Raby Howell
5 	 Alex Raisbeck
6 	 William Goldie
7 	 Jack Cox
8 	 John Walker
9 	 Fred Geary
10 	 Hugh Morgan
11 	 Tom Robertson
| 1898. szeptember 24. |

| Everton FC | 1-2 | Liverpool FC             |
| ---------- | --- | ------------------------ |
| ?          |     | ' (11-es) Andrew McCowie |

| Goodison Park, Liverpool (Anglia) Nézőszám: 45000 |

Felállás: 1  	 Harry Storer
2 	 Archie Goldie
3 	 Billy Dunlop
4 	 Raby Howell
5 	 Alex Raisbeck
6 	 William Goldie
7 	 Bobby Marshall
8 	 Andrew McCowie
9 	 John Walker
10 	 Hugh Morgan
11 	 Tom Robertson
| 1898. október 1. |

| Liverpool FC | 0-0 | Notts County FC |
| ------------ | --- | --------------- |
|              |     |                 |

| Anfield Stadion, Liverpool (Anglia) Nézőszám: 12000 |

Felállás: 1  	 Harry Storer
2 	 Archie Goldie
3 	 Billy Dunlop
4 	 Raby Howell
5 	 Alex Raisbeck
6 	 William Goldie
7 	 Jack Cox
8 	 John Walker
9 	 George Allan
10 	 Hugh Morgan
11 	 Tom Robertson
| 1898. október 8. |

| Stoke City FC | 2-1 | Liverpool FC |
| ------------- | --- | ------------ |
| ?             |     | 6' Jack Cox  |

| Victoria Ground, Stoke (Anglia) Nézőszám: 8000 |

Felállás: 1  	 Harry Storer
2 	 Archie Goldie
3 	 Billy Dunlop
4 	 Raby Howell
5 	 Alex Raisbeck
6 	 William Goldie
7 	 Jack Cox
8 	 John Walker
9 	 George Allan
10 	 Hugh Morgan
11 	 Tom Robertson
| 1898. október 15. |

| Liverpool FC | 0-3 | Aston Villa FC |
| ------------ | --- | -------------- |
|              |     | ?              |

| Anfield Stadion, Liverpool (Anglia) Nézőszám: 20000 |

Felállás: 1  	 Harry Storer
2 	 Archie Goldie
3 	 Billy Dunlop
4 	 Raby Howell
5 	 Alex Raisbeck
6 	 William Goldie
7 	 Jack Cox
8 	 John Walker
9 	 George Allan
10 	 Hugh Morgan
11 	 Tom Robertson
| 1898. október 22. |

| Burnley FC | 2-1 | Liverpool FC   |
| ---------- | --- | -------------- |
| ?          |     | 7' Hugh Morgan |

| Turf Moor, Burnley (Anglia) Nézőszám: 10000 |

Felállás: 1  	 Harry Storer
2 	 Archie Goldie
3 	 Billy Dunlop
4 	 Raby Howell
5 	 Alex Raisbeck
6 	 William Goldie
7 	 Andrew McCowie
8 	 John Walker
9 	 George Allan
10 	 Hugh Morgan
11 	 Tom Robertson
| 1898. október 29. |

| Liverpool FC                          | 2-1 | Sheffield United FC |
| ------------------------------------- | --- | ------------------- |
| George Allan Andrew McCowie ' (11-es) |     | ?                   |

| Anfield Stadion, Liverpool (Anglia) Nézőszám: 10000 |

Felállás: 1  	 Harry Storer
2 	 Archie Goldie
3 	 Billy Dunlop
4 	 Raby Howell
5 	 Alex Raisbeck
6 	 Thomas Cleghorn
7 	 Bobby Marshall
8 	 Andrew McCowie
9 	 George Allan
10 	 Hugh Morgan
11 	 Tom Robertson
| 1898. november 5. |

| Newcastle United FC | 3-0 | Liverpool FC |
| ------------------- | --- | ------------ |
| ?                   |     |              |

| St James’ Park, Newcastle (Anglia) Nézőszám: 20000 |

Felállás: 1  	 Harry Storer
2 	 Archie Goldie
3 	 Billy Dunlop
4 	 Raby Howell
5 	 Alex Raisbeck
6 	 Thomas Cleghorn
7 	 Bobby Marshall
8 	 Andrew McCowie
9 	 George Allan
10 	 Hugh Morgan
11 	 Tom Robertson
| 1898. november 12. |

| Liverpool FC             | 3-1 | Preston North End FC |
| ------------------------ | --- | -------------------- |
| George Allan Hugh Morgan |     | ?                    |

| Anfield Stadion, Liverpool (Anglia) Nézőszám: 12000 |

Felállás: 1  	 Harry Storer
2 	 Tom Wilkie
3 	 Billy Dunlop
4 	 Raby Howell
5 	 Alex Raisbeck
6 	 Thomas Cleghorn
7 	 Andrew McCowie
8 	 John Walker
9 	 George Allan
10 	 Hugh Morgan
11 	 Tom Robertson
| 1898. november 19. |

| Bury FC | 3-0 | Liverpool FC |
| ------- | --- | ------------ |
| ?       |     |              |

| Gigg Lane, Bury (Anglia) Nézőszám: 6000 |

Felállás: 1  	 Harry Storer
2 	 Tom Wilkie
3 	 Billy Dunlop
4 	 Raby Howell
5 	 Alex Raisbeck
6 	 Thomas Cleghorn
7 	 Andrew McCowie
8 	 John Walker
9 	 George Allan
10 	 Hugh Morgan
11 	 Tom Robertson
| 1898. november 26. |

| Nottingham Forest FC | 0-3 | Liverpool FC                                   |
| -------------------- | --- | ---------------------------------------------- |
|                      |     | 36' Andrew McCowie 65' Hugh Morgan John Walker |

| City Ground, Nottingham (Anglia) Nézőszám: 12000 |

Felállás: 1  	 Harry Storer
2 	 General Stevenson
3 	 Billy Dunlop
4 	 Raby Howell
5 	 Alex Raisbeck
6 	 William Goldie
7 	 Jack Cox
8 	 John Walker
9 	 Andrew McCowie
10 	 Hugh Morgan
11 	 Tom Robertson
| 1898. december 3. |

| Liverpool FC                   | 2-0 | Bolton Wanderers FC |
| ------------------------------ | --- | ------------------- |
| Andrew McCowie Hugh Morgan 20' |     |                     |

| Anfield Stadion, Liverpool (Anglia) Nézőszám: 12000 |

Felállás: 1  	 Harry Storer
2 	 General Stevenson
3 	 Billy Dunlop
4 	 Raby Howell
5 	 Alex Raisbeck
6 	 William Goldie
7 	 Jack Cox
8 	 John Walker
9 	 Andrew McCowie
10 	 Hugh Morgan
11 	 Tom Robertson
| 1898. december 10. |

| Derby County FC | 1-0 | Liverpool FC |
| --------------- | --- | ------------ |
| ?               |     |              |

| Baseball Ground, Derby (Anglia) Nézőszám: 6000 |

Felállás: 1  	 Harry Storer
2 	 General Stevenson
3 	 Billy Dunlop
4 	 Raby Howell
5 	 Alex Raisbeck
6 	 William Goldie
7 	 Jack Cox
8 	 John Walker
9 	 George Allan
10 	 Hugh Morgan
11 	 Tom Robertson
| 1898. december 17. |

| Liverpool FC            | 2-2 | West Bromwich Albion FC |
| ----------------------- | --- | ----------------------- |
| Hugh Morgan John Walker |     | ?                       |

| Anfield Stadion, Liverpool (Anglia) Nézőszám: 18000 |

Felállás: 1  	 Harry Storer
2 	 General Stevenson
3 	 Billy Dunlop
4 	 Charlie Wilson
5 	 Alex Raisbeck
6 	 William Goldie
7 	 Jack Cox
8 	 John Walker
9 	 George Allan
10 	 Hugh Morgan
11 	 Andrew McCowie
| 1898. december 24. |

| Blackburn Rovers FC | 1-3 | Liverpool FC                                     |
| ------------------- | --- | ------------------------------------------------ |
| ?                   |     | 43' Tom Robertson 63' Jack Cox 80' Tom Robertson |

| Ewood Park, Blackburn (Anglia) Nézőszám: 6000 |

Felállás: 1  	 Harry Storer
2 	 Archie Goldie
3 	 Billy Dunlop
4 	 Raby Howell
5 	 Alex Raisbeck
6 	 William Goldie
7 	 Jack Cox
8 	 John Walker
9 	 George Allan
10 	 Hugh Morgan
11 	 Tom Robertson
| 1898. december 26. |

| West Bromwich Albion FC | 0-1   | Liverpool FC    |
| ----------------------- | ----- | --------------- |
|                         | (0-1) | 28' Hugh Morgan |

| Stoney Lane, Birmingham (Anglia) Nézőszám: 10000 |

Felállás: 1  	 Harry Storer
2 	 Archie Goldie
3 	 Billy Dunlop
4 	 Raby Howell
5 	 Alex Raisbeck
6 	 William Goldie
7 	 Jack Cox
8 	 John Walker
9 	 George Allan
10 	 Hugh Morgan
11 	 Tom Robertson
| 1898. december 27. |

| Notts County FC | 1-1 | Liverpool FC     |
| --------------- | --- | ---------------- |
| ?               |     | 55' George Allan |

| Trent Bridge, Nottingham (Anglia) Nézőszám: 16000 |

Felállás: 1  	 Harry Storer
2 	 Archie Goldie
3 	 Billy Dunlop
4 	 Charlie Wilson
5 	 Thomas Cleghorn
6 	 William Goldie
7 	 Jack Cox
8 	 John Walker
9 	 George Allan
10 	 Hugh Morgan
11 	 Tom Robertson
| 1898. december 31. |

| The Wednesday | 0-3   | Liverpool FC                                                      |
| ------------- | ----- | ----------------------------------------------------------------- |
|               | (0-1) | 11' (öngól) Jimmy Massey 50' John Walker 87' (11-es) George Allan |

| Olive Grove, Sheffield (Anglia) Nézőszám: 4000 |

Felállás: 1  	 Harry Storer
2 	 Archie Goldie
3 	 Billy Dunlop
4 	 Raby Howell
5 	 Alex Raisbeck
6 	 William Goldie
7 	 Jack Cox
8 	 John Walker
9 	 George Allan
10 	 Hugh Morgan
11 	 Tom Robertson
| 1899. január 2. |

| Sheffield United FC | 0-2   | Liverpool FC                 |
| ------------------- | ----- | ---------------------------- |
|                     | (0-0) | 68' John Walker 70' Jack Cox |

| Bramall Lane, Sheffield (Anglia) Nézőszám: 12000 |

Felállás: 1  	 Harry Storer
2 	 Archie Goldie
3 	 Billy Dunlop
4 	 Raby Howell
5 	 Alex Raisbeck
6 	 William Goldie
7 	 Jack Cox
8 	 John Walker
9 	 George Allan
10 	 Hugh Morgan
11 	 Tom Robertson
| 1899. január 7. |

| Liverpool FC | 0-0 | Sunderland AFC |
| ------------ | --- | -------------- |
|              |     |                |

| Anfield Stadion, Liverpool (Anglia) Nézőszám: 20000 |

Felállás: 1  	 Harry Storer
2 	 Archie Goldie
3 	 Billy Dunlop
4 	 Raby Howell
5 	 Alex Raisbeck
6 	 William Goldie
7 	 Andrew McCowie
8 	 John Walker
9 	 George Allan
10 	 Hugh Morgan
11 	 Tom Robertson
| 1899. január 14. |

| Wolverhampton Wanderers FC | 0-0 | Liverpool FC |
| -------------------------- | --- | ------------ |
|                            |     |              |

| Molineux, Wolverhampton (Anglia) Nézőszám: 7000 |

Felállás: 1  	 Harry Storer
2 	 Archie Goldie
3 	 Billy Dunlop
4 	 Raby Howell
5 	 Charlie Wilson
6 	 William Goldie
7 	 Jack Cox
8 	 John Walker
9 	 George Allan
10 	 Hugh Morgan
11 	 Tom Robertson
| 1899. január 21. |

| Liverpool FC                      | 2-0   | Everton FC |
| --------------------------------- | ----- | ---------- |
| John Walker 12' Tom Robertson 90' | (1-0) |            |

| Anfield Stadion, Liverpool (Anglia) Nézőszám: 30000 |

Felállás: 1  	 Harry Storer
2 	 Archie Goldie
3 	 Billy Dunlop
4 	 Raby Howell
5 	 Alex Raisbeck
6 	 William Goldie
7 	 Jack Cox
8 	 John Walker
9 	 George Allan
10 	 Hugh Morgan
11 	 Tom Robertson
| 1899. február 4. |

| Liverpool FC   | 1-0 | Stoke City FC |
| -------------- | --- | ------------- |
| William Goldie |     |               |

| Anfield Stadion, Liverpool (Anglia) Nézőszám: 8000 |

Felállás: 1  	 Harry Storer
2 	 Archie Goldie
3 	 Billy Dunlop
4 	 Raby Howell
5 	 Alex Raisbeck
6 	 William Goldie
7 	 Jack Cox
8 	 John Walker
9 	 George Allan
10 	 Andrew McCowie
11 	 Tom Robertson
| 1899. február 18. |

| Liverpool FC                   | 2-0 | Burnley FC |
| ------------------------------ | --- | ---------- |
| George Allan 10' Tom Robertson |     |            |

| Anfield Stadion, Liverpool (Anglia) Nézőszám: 12000 |

Felállás: 1  	 Harry Storer
2 	 Archie Goldie
3 	 Billy Dunlop
4 	 Raby Howell
5 	 Alex Raisbeck
6 	 William Goldie
7 	 Jack Cox
8 	 John Walker
9 	 George Allan
10 	 Hugh Morgan
11 	 Tom Robertson
| 1899. március 11. |

| Preston North End FC | 1-2 | Liverpool FC                    |
| -------------------- | --- | ------------------------------- |
| ?                    |     | 4' Hugh Morgan 12' George Allan |

| Deepdale, Preston (Anglia) Nézőszám: 9000 |

Felállás: 1  	 Harry Storer
2 	 Archie Goldie
3 	 Billy Dunlop
4 	 Raby Howell
5 	 Alex Raisbeck
6 	 William Goldie
7 	 Jack Cox
8 	 John Walker
9 	 George Allan
10 	 Hugh Morgan
11 	 Tom Robertson
| 1899. március 25. |

| Liverpool FC | 0-1 | Nottingham Forest FC |
| ------------ | --- | -------------------- |
|              |     | ?                    |

| Anfield Stadion, Liverpool (Anglia) Nézőszám: 14000 |

Felállás: 1  	 Matt McQueen
2 	 Archie Goldie
3 	 General Stevenson
4 	 Raby Howell
5 	 Alex Raisbeck
6 	 William Goldie
7 	 Jack Cox
8 	 John Walker
9 	 George Allan
10 	 Hugh Morgan
11 	 Tom Robertson
| 1899. április 1. |

| Bolton Wanderers FC | 2-1 | Liverpool FC   |
| ------------------- | --- | -------------- |
| ?                   |     | 1' Hugh Morgan |

| Burnden Park, Bolton (Anglia) Nézőszám: 15000 |

Felállás: 1  	 Matt McQueen
2 	 Archie Goldie
3 	 Billy Dunlop
4 	 Raby Howell
5 	 Alex Raisbeck
6 	 William Goldie
7 	 Jack Cox
8 	 John Walker
9 	 George Allan
10 	 Hugh Morgan
11 	 Tom Robertson
| 1899. április 3. |

| Liverpool FC                      | 3-2 | Newcastle United FC |
| --------------------------------- | --- | ------------------- |
| George Allan Jack Cox John Walker |     | ?                   |

| Anfield Stadion, Liverpool (Anglia) Nézőszám: 12000 |

Felállás: 1  	 Bill Perkins
2 	 General Stevenson
3 	 Billy Dunlop
4 	 Thomas Cleghorn
5 	 Alex Raisbeck
6 	 William Goldie
7 	 Jack Cox
8 	 John Walker
9 	 George Allan
10 	 Hugh Morgan
11 	 Tom Robertson
| 1899. április 8. |

| Liverpool FC              | 4-0 | Derby County FC |
| ------------------------- | --- | --------------- |
| Alex Raisbeck John Walker |     |                 |

| Anfield Stadion, Liverpool (Anglia) Nézőszám: 15000 |

Felállás: 1  	 Bill Perkins
2 	 General Stevenson
3 	 Billy Dunlop
4 	 Charlie Wilson
5 	 Alex Raisbeck
6 	 William Goldie
7 	 Jack Cox
8 	 John Walker
9 	 George Allan
10 	 Andrew McCowie
11 	 Tom Robertson
| 1899. április 20. |

| Liverpool FC    | 1-0   | Bury FC |
| --------------- | ----- | ------- |
| John Walker 70' | (0-0) |         |

| Anfield Stadion, Liverpool (Anglia) Nézőszám: 10000 |

Felállás: 1  	 Bill Perkins
2 	 General Stevenson
3 	 Billy Dunlop
4 	 Raby Howell
5 	 Alex Raisbeck
6 	 Charlie Wilson
7 	 Jack Cox
8 	 John Walker
9 	 George Allan
10 	 Hugh Morgan
11 	 Tom Robertson
| 1899. április 22. |

| Liverpool FC                       | 2-0   | Blackburn Rovers FC |
| ---------------------------------- | ----- | ------------------- |
| George Allan 17' Tom Robertson 50' | (1-0) |                     |

| Anfield Stadion, Liverpool (Anglia) Nézőszám: 20000 |

Felállás: 1  	 Bill Perkins
2 	 Archie Goldie
3 	 Billy Dunlop
4 	 Raby Howell
5 	 Alex Raisbeck
6 	 Charlie Wilson
7 	 Jack Cox
8 	 John Walker
9 	 George Allan
10 	 Hugh Morgan
11 	 Tom Robertson
| 1899. április 29. |

| Aston Villa FC | 5-0 | Liverpool FC |
| -------------- | --- | ------------ |
| ?              |     |              |

| Villa Park, Birmingham (Anglia) Nézőszám: 41357 |

Felállás: 1  	 Bill Perkins
2 	 Archie Goldie
3 	 Billy Dunlop
4 	 Raby Howell
5 	 Alex Raisbeck
6 	 Charlie Wilson
7 	 Jack Cox
8 	 John Walker
9 	 George Allan
10 	 Hugh Morgan
11 	 Tom Robertson

## FA Kupa
Első forduló:
| 1899. január 28. |

| Liverpool FC              | 2-0 | Blackburn Rovers FC |
| ------------------------- | --- | ------------------- |
| Jack Cox George Allan 87' |     |                     |

| Anfield Stadion, Liverpool (Anglia) Nézőszám: 14000 |

Felállás: 1  	 Harry Storer
2 	 Archie Goldie
3 	 Billy Dunlop
4 	 Raby Howell
5 	 Alex Raisbeck
6 	 William Goldie
7 	 Jack Cox
8 	 John Walker
9 	 George Allan
10 	 Hugh Morgan
11 	 Tom Robertson
Második forduló:
| 1899. február 11. |

| Liverpool FC                                               | 3-1 | Newcastle United FC |
| ---------------------------------------------------------- | --- | ------------------- |
| Hugh Morgan 5' Alex Raisbeck 50' William Higgins ' (öngól) |     | ?                   |

| Anfield Stadion, Liverpool (Anglia) Nézőszám: 7000 |

Felállás: 1  	 Harry Storer
2 	 Archie Goldie
3 	 Billy Dunlop
4 	 Raby Howell
5 	 Alex Raisbeck
6 	 William Goldie
7 	 Jack Cox
8 	 John Walker
9 	 George Allan
10 	 Hugh Morgan
11 	 Tom Robertson
Harmadik forduló:
| 1899. február 25. |

| West Bromwich Albion FC | 0-2   | Liverpool FC                      |
| ----------------------- | ----- | --------------------------------- |
|                         | (0-0) | Hugh Morgan 49' Tom Robertson 85' |

| Stoney Lane, Birmingham (Anglia) Nézőszám: 17124 |

Felállás: 1  	 Harry Storer
2 	 Archie Goldie
3 	 Billy Dunlop
4 	 Raby Howell
5 	 Alex Raisbeck
6 	 William Goldie
7 	 Jack Cox
8 	 John Walker
9 	 George Allan
10 	 Hugh Morgan
11 	 Tom Robertson
Elődöntő:
| 1899. március 18. |

| Liverpool FC                     | 2-2 | Sheffield United FC |
| -------------------------------- | --- | ------------------- |
| George Allan 14' Hugh Morgan 30' |     | ?                   |

| City Ground, Nottingham (Anglia) Nézőszám: 35000 |

Felállás: 1  	 Harry Storer
2 	 Archie Goldie
3 	 Billy Dunlop
4 	 Raby Howell
5 	 Alex Raisbeck
6 	 William Goldie
7 	 Jack Cox
8 	 John Walker
9 	 George Allan
10 	 Hugh Morgan
11 	 Tom Robertson
Elődöntő (újrajátszás):
| 1899. március 23. |

| Liverpool FC                                                  | 4-4 | Sheffield United FC |
| ------------------------------------------------------------- | --- | ------------------- |
| John Walker 20' George Allan 50' Peter Boyle 70' Jack Cox 72' |     | ?                   |

| Burnden Park, Bolton (Anglia) Nézőszám: 20000 |

Felállás: 1  	 Harry Storer
2 	 Archie Goldie
3 	 Billy Dunlop
4 	 Raby Howell
5 	 Alex Raisbeck
6 	 William Goldie
7 	 Jack Cox
8 	 John Walker
9 	 George Allan
10 	 Hugh Morgan
11 	 Tom Robertson
Elődöntő (második újrajátszás):
| 1899. március 30. |

| Liverpool FC | 0-1 | Sheffield United FC |
| ------------ | --- | ------------------- |
|              |     | ?                   |

| Baseball Ground, Derby (Anglia) Nézőszám: 9957 |

Felállás: 1  	 Matt McQueen
2 	 General Stevenson
3 	 Billy Dunlop
4 	 Raby Howell
5 	 Alex Raisbeck
6 	 William Goldie
7 	 Jack Cox
8 	 John Walker
9 	 George Allan
10 	 Hugh Morgan
11 	 Tom Robertson
A Liverpool FC kiesett az FA Kupából.

## Statisztikák

### Pályára lépések
Összesen 20 játékos lépett pályára a Liverpoolban tétmérkőzésen a szezonban.
| Név               | Bajnokság | FA Kupa | Összesen |
| ----------------- | --------- | ------- | -------- |
| Billy Dunlop      | 33        | 6       | 39       |
| Tom Robertson     | 33        | 6       | 39       |
| Alex Raisbeck     | 32        | 6       | 38       |
| Hugh Morgan       | 32        | 6       | 38       |
| John Walker       | 32        | 6       | 38       |
| George Allan      | 30        | 6       | 36       |
| Raby Howell       | 30        | 6       | 36       |
| Jack Cox          | 27        | 6       | 33       |
| William Goldie    | 27        | 6       | 33       |
| Harry Storer      | 27        | 5       | 32       |
| Archie Goldie     | 25        | 5       | 30       |
| Andrew McCowie    | 12        | 0       | 12       |
| General Stevenson | 8         | 1       | 9        |
| Charlie Wilson    | 7         | 0       | 7        |
| Thomas Cleghorn   | 6         | 0       | 6        |
| Bill Perkins      | 5         | 0       | 5        |
| Matt McQueen      | 2         | 1       | 3        |
| Bobby Marshall    | 3         | 0       | 3        |
| Tom Wilkie        | 2         | 0       | 2        |
| Fred Geary        | 1         | 0       | 1        |

### Gólszerzők
Összesen 8 játékos szerzett gólt az idény során a Liverpool tétmérkőzésein.
| Név            | Bajnokság | FA Kupa | Összesen |
| -------------- | --------- | ------- | -------- |
| Hugh Morgan    | 10        | 3       | 13       |
| John Walker    | 11        | 1       | 12       |
| George Allan   | 8         | 3       | 11       |
| Jack Cox       | 5         | 2       | 7        |
| Tom Robertson  | 6         | 1       | 7        |
| Andrew McCowie | 5         | 0       | 5        |
| William Goldie | 2         | 0       | 2        |
| Alex Raisbeck  | 1         | 1       | 2        |

## Egyéb mérkőzések
| Dátum                | Hazai               | Eredmény | Vendég              | Stadion            | Kiírás     |
| -------------------- | ------------------- | -------- | ------------------- | ------------------ | ---------- |
| 1898. szeptember 5.  | Rangers FC          | 0-3      | Liverpool FC        | Ibrox Stadion      | barátságos |
| 1898. szeptember 19. | Liverpool FC        | 3-2      | Bolton Wanderers FC | Anfield Stadion    | barátságos |
| 1898. szeptember 26. | Stockport County    | 0-1      | Liverpool FC        | Nursery Inn        | barátságos |
| 1899. március 4.     | Newcastle United FC | 1-3      | Liverpool FC        | St James’ Park     | barátságos |
| 1899. március 6.     | Liverpool FC        | 0-1      | Manchester City FC  | Anfield Stadion    | barátságos |
| 1899. március 31.    | Liverpool FC        | 0-2      | Rangers FC          | Anfield Stadion    | barátságos |
| 1899. április 15.    | Celtic FC           | 2-0      | Liverpool FC        | Parkhead Stadium   | barátságos |
| 1899. április 17.    | Hearts FC           | 3-2      | Liverpool FC        | Tynecastle Stadium | barátságos |
| 1899. április 27.    | Buckley Town        | 1-0      | Liverpool FC        | Mill Lane          | barátságos |